# Heinrich Anton Bolsmann
Heinrich Anton Bolsmann (* 9. Juli 1809 in Rheine; † 14. April 1880 in Gimbte) war ein römisch-katholischer Priester, Pfarrer zu Gimbte und Ornithologe.

## Leben
Die Gymnasialbildung erhielt Bolsman zunächst auf dem Progymnasium in Rheine; später zu Münster. Im Anschluss wählte er in Münster als Fachstudium die Theologie. Zum Priester wurde er am 22. September 1832 geweiht. Im Jahre 1833 wurde er Vikar zu Greven und war ab dem 17. Juli 1845 Pfarrer zu Gimbte.
Schon früh entwickelte er ein Interesse für die Naturwissenschaft. Besonders fühlte er sich durch die heimische Vogelwelt angezogen. Als zu Beginn der 1830er Jahre durch den Oberpräsidenten von Vincke das zoologische Museum der Akademie zu Münster gegründet wurde, engagierte sich Bolsmann sehr dafür. Er spezialisierte sich auf das Präparieren von Vögeln und legte eine große Sammlung an. Die Sammlung des Pastors war überregional bekannt. Von Nah und Fern unternahm man Exkursionen, um die reichhaltige Sammlung des Pastors zu besichtigen. Ihn verband ein freundschaftliches Verhältnis zu Bernard Altum.
Mit lebhaftem Interesse verfolgte Bolsmann die Gründung und Entwicklung des westfälischen zoologischen Gartens in Münster (heutiger Allwetterzoo). Ihm zu Ehren wurde am 24. Mai 1903 bei einem Denkmalsfest im Zoologischen Garten ein Relief-Medaillon enthüllt. Dieses wurde vom münsteraner Bildhauer August Schmiemann geschaffen.
Bolsmann war bis zu seinem Tod aktives Mitglied im Westfälischen Provinzial-Verein für Wissenschaft und Kunst (Zoologische Sektion).

## Wissenschaftliche Arbeiten (Auszug)
Nachstehende wissenschaftliche Arbeiten stammen aus seiner Feder:
- Beiträge zu Natur und Offenbarung; 1858. Die ungläubige Naturforschung gegenüber der h. Schrift. S. 34, 65, 195.
- Naumannia IL Band, 3. Heft 1852. Verzeichnis der im Münsterlande vorkommenden Vögel.
- Zweiter Jahresbericht des Westf. Provinzial-Vereins für Wissenschaft und Kunst 1874. S. 43: Über das einstige Vogelleben der Cronerheide.
- Zoologischer Garten 20. Jahrgang 1879. No. 6: Über das Vorkommen der Hausratte im Münsterlande, Westfalen.